# Rzeź (film 2006)
Rzeź (tytuł oryg. The Tripper, 2006) – amerykański horror filmowy, wyreżyserowany przez aktora Davida Arquette, zaprezentowany podczas festiwalu filmowego After Dark Horrorfest w roku 2006. Oryginalny tytuł filmu nawiązuje do pseudonimu 40. prezydenta USA Ronalda Reagana „The Gipper”.
Bohaterami filmu jest szóstka młodych ludzi – Joey, Linda, Ivan, Jade, Jack i Sam – którzy wybierają się na hipisowską imprezę. Tam też zaczyna dochodzić do brutalnych mordów.

## Obsada
- Jaime King – Samantha
- Thomas Jane – Buzz Hall
- Lukas Haas – Ivan
- Marsha Thomason – Linda
- Jason Mewes – Joey
- Paz de la Huerta – Jade/Summer
- Stephen Heath – Jack
- Balthazar Getty – Jimmy
- Waylon Payne – Dean
- Paul Reubens – Frank Baker
- Josh Hammond – Tyler
- Richmond Arquette – deputowany Cooper
- Rick Overton – major Hal Burton
- Redmond Gleeson – Dylan
- Christopher Allen Nelson – Gus/Reagan
- Courteney Cox – Cynthia, miłośniczka psów
- David Arquette – Muff
- Wes Craven – hipis